# Franz Dörr
Franz Dörr, nemški častnik, vojaški pilot in letalski as, * 10. februar 1913, Mannheim, †13. oktober 1972, Konstanz.

## Življenjepis
Franz Dörr je v letih 1939−1940 deloval kot pilot izvidniškega letala. Te naloge je opravljal med napadom na Poljsko in med bitko za Francijo. Spomladi 1941 je bil prešolan v lovskega pilota in premeščen v prvo rezervno eskadriljo, 1.(Erg.)/JG 3, ki je imel bazo na Nizozemskem. Svojo prvo zračno zmago je dosegel nad britanskim dvomotornim bombnikom Vickers Wellington. 
1. januarja 1942 je bila njegova enota preformirana in preimenovana v 7./JG 5, hkrati s tem, pa so jo premestili na vzhodno fronto. Tam je Dörr do konca leta 1942 dvignil svoje skupno število zmag na 12, svojo 20. pa je dosegel 18. avgusta 1943. 14. septembra 1943 je bil imenovan za poveljnika eskadrilje (nemško: Staffelkapitäna) 7./JG 5. Do konca leta 1943 je dosegel 37 potrjenih zračnih zmag. 
Maja 1944 je Dörr dosegel nekaj vidnih uspehov. Tako je 16. maja dosegel šest, 25. maja štiri in 26. maja pet zračnih zmag v enem dnevu. Serijo uspešnih bojnih nalog ja nadaljeval v juniju in juliju. Tako je 15. junija dosegel štiri, 17. osem, 27. pet, 28. sedem, 4. julija pet in 17. julija štiri zračne zmage. Nadporočnik Dörr je bil za te uspehe in doseženih 99 zračnih zmag, 19. avgusta 1944 odlikoven z viteškim križem železnega križca, že 1. avgusta pa je bil imenovan za poveljnika skupine (Gruppenkommandeurja), III./JG 5. Svojo stoto zmago je dosegel 23. avgusta, ta dan pa je sestrelil skupaj kar šest sovražnih letal.
Oktobra je Dörr sestrelil 22 sovjetskih letal, med katerimi jih je šest sestrelil 9., pet pa 21. oktobra. Vojno je Dörr preživel, umrl pa je 13. oktobra 1972 v Konstanzu.
Franz Dörr je na 437 bojnih nalogah skupaj dosegel 128 potrjenih zračnih zmag, od katerih je samo prvo dosegel nad zahodnim bojiščem, vse ostale pa je dosegel nad Sovjetsko zvezo. Med njegovimi žrtvami je bilo 16 sovjetskih jurišnikov Iljušin Il-2 Šturmovik. 

## Odlikovanja
- Železni križec 2. in 1. razreda
- Ehrenpokal der Luftwaffe (28. februar 1944)
- Nemški križ v zlatu (20. marec 1944)
- Viteški križ železnega križca (19. avgust 1944)